# Castlelyons
Castlelyons (irisch Caisleán Ó Liatháin) ist ein Dorf im Osten der Grafschaft Cork im Süden der Republik Irland. Es ist auch eine Gemeinde in der Baronie von Barrymore. Der Name leitet sich von einer Festung der Uí Liatháin ab – einem frühmittelalterlichen Königreich. Der Ort liegt 6 km südöstlich von Fermoy. Bei der Volkszählung von 2022 wurden 428 Einwohner gezählt.
Es gibt zwei Steinbrücken, die den River Bride in das Dorf überqueren: eine kleine Fußgängerbrücke und eine Brücke, die Teil des Eingangs zum Barrymore Castle war – dem Sitz der Earls of Barrymore. Die Gemeinde hat zwei Kirchen in Bridesbridge und Coolagown und verfügt außerdem über ein Schloss, zwei Abteien, ein Mausoleum, zwei heilige Brunnen und viele andere historische Sehenswürdigkeiten.